# عبد الله البار
عبد الله فرج البار مواليد 17 يوليو 1999 في ، السعودية، هو لاعب كرة قدم سعودي يلعب في الوسط في نادي الدرع.

## مسيرة اللاعب
لعب في الفئات السنية في نادي الوحدة و لعب بعدها مع نادي أحد ونادي عرعر ونادي الثقبة ونادي الذهب ونادي رضوى ونادي القوس ونادي الدرع.